# محوطه شیخ جبرئیل
محوطه شیخ جبرئیل در شهرستان گیلانغرب ۰ بخش گواور، دهستان گواور، ۷۰۰ متری جنوب غربی روستای شیخ جبرئیل واقع شده و این اثر در تاریخ ۲۷ اسفند ۱۳۸۶ با شمارهٔ ثبت ۲۲۳۸۲ به‌عنوان یکی از آثار ملی ایران به ثبت رسیده است.